# Lonchorhina
Lonchorhina é um gênero de morcegos da família Phyllostomidae, subfamília Lonchorhininae. São facilmente identificados pela folha nasal muito grande, as maiores entre os morcegos. As espécies do gênero podem ser encontradas no México, América Central, e América do Sul, atingindo seu limite austral no Brasil.

## Taxonomia e Sistemática
O gênero Lonchorhina era tradicionalmente classificado na subfamília Phyllostominae, porém estudos filogenéticos revelaram que a subfamília, como tradicionalmente concebida, era polifilética, e um clado contendo o gênero Lonchorhina era recuperado em algumas filogenias como grupo-irmão de outro clado contendo as demais subfamílias de Phyllostomidae, exceto Macrotinae, Micronycterinae e Desmodontinae. Por esse motivo optou-se utilizar uma subfamília monotípica Lonchorhininae para o gênero.
Atualmente são reconhecidas seis espécies no gênero, uma delas descrita em 2016 para a Colômbia, Lonchorhina mankomara, que é a espécie de morcego com a maior folha nasal conhecida.

## Espécies
- Lonchorhina aurita Tomes, 1863
- Lonchorhina fernandezi Ochoa & Ibañez, 1982
- Lonchorhina inusitata Handley & Ochoa, 1997
- Lonchorhina mankomara Mantilla-Meluk & Montenegro, 2016
- Lonchorhina marinkellei Hernández-Camacho & Cadena, 1978
- Lonchorhina orinocensis Linares & Ojasti, 1971

## Distribuição geográfica e habitat
O gênero ocorre no sul do México (Oaxaca e Veracruz), na América Central, na Guatemala, Honduras, El Salvador, Nicarágua, Costa Rica e Panamá, na América do Sul, na Colômbia, Venezuela, Guianas, Suriname, Trinidad e Tobago, Equador, Peru, Bolívia e Brasil. O registro mais ao sul conhecido para o gênero é da espécie Lonchorhina aurita, capturada no Parque Estadual Turístico do Alto Ribeira, em Iporanga, São Paulo.

## Descrição
São morcegos de tamanho médio (comprimento do antebraço entre 41 e 60 mm), com folha nasal muito desenvolvida, orelhas relativamente grandes e cauda comprida que atinge a extremidade do uropatágio. A fórmula dentária das espécies do gênero é I 2/2 C 1/1 P 2/3 M 3/3 =34.

## Ecologia
Pouco se conhece sobre a dieta das espécies de Lonchorhina, mas pela sua dentição sugere-se que a espécie seja insetívora.
Espécies de Lonchorhina geralmente estão associadas a cavernas ou afloramentos rochosos. Apesar de rara ao longo de sua distribuição, em áreas de cavernas as espécies do gênero podem ocorrer em altas densidades e ser localmente abundantes. Trajano constatou, estudando L. aurita em São Paulo, que os animais saíam das cavernas somente após escuridão total.

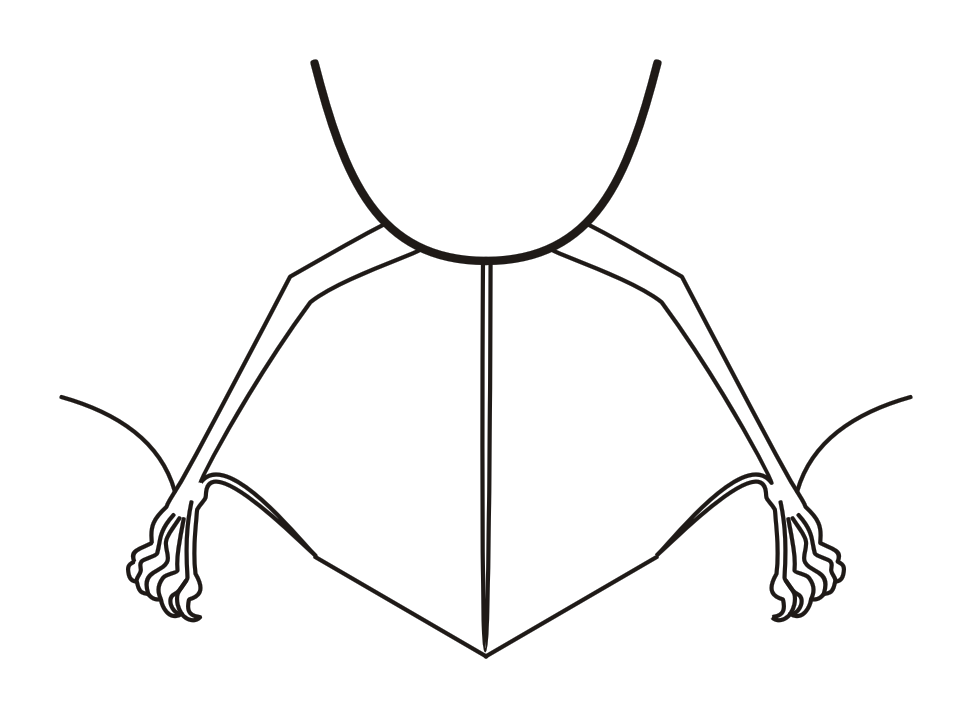
Uropatágio de Lonchorhina.